# 테크스미스
테크스미스 코퍼레이션(TechSmith Corporation)은 미국 미시간주 오카모스(Okemos, Michigan)에 본사를 둔 정보기술(IT) 기업으로, 주로 화면 녹화(screen recording), 영상 편집(video editing), 이미지 캡처(image capture) 및 디지털 커뮤니케이션 도구를 개발하고 공급하는 데 주력하고 있는 글로벌 소프트웨어 회사다. 1987년에 William Hamilton에 의해 설립된 이 회사는 ‘사람들이 정보를 더 효과적으로 시각화하고 공유할 수 있도록 한다’는 사명을 중심으로, 교육, 기업 훈련, 기술문서 작성, 마케팅 등 다양한 분야에서 쓰이는 콘텐츠 제작 툴을 제공해왔다.

## 철학과 제품 설계
테크스미스는 설립 초기부터 사용자 친화적인 설계를 중심에 둔 제품 개발을 지향했다. 이 회사는 기술 전문가가 아니더라도 누구나 쉽게 고품질의 시각 자료나 교육 콘텐츠를 만들 수 있어야 한다고 판단했고, 이 점은 TechSmith 제품군의 인터페이스 디자인과 기능 구조 전반에 반영되어 있다.

## 주요 제품
테크스미스의 주요 제품군은 Snagit, Camtasia, Knowmia, Relay, Video Review 등이 있으며, 이 가운데 특히 Snagit과 Camtasia는 세계적으로 널리 알려져 있고 수백만 명의 사용자를 보유하고 있다.

### 스네깃
스네깃(Snagit)은 화면 이미지 캡처 및 편집 도구로, 단순히 화면을 찍는 기능을 넘어, 전체 웹페이지 스크롤 캡처, 다중 모니터 영역 선택, 고급 주석 삽입, 시각적 설명 템플릿 제공, 자동 OCR(광학문자인식), 클라우드 공유 등 다양한 기능을 제공한다. 이 제품은 기술 문서 작성자, 고객지원 부서, 교육자, 소프트웨어 개발자 등에게 유용하며, 특히 정적 정보의 시각화 및 전달에 있어서 강력한 도구로 평가받는다.

### 캠타시아
캠타시아(Camtasia)는 화면 녹화와 영상 편집이 결합된 툴이다. 이 제품은 단순한 데스크탑 녹화에서부터 고급 편집에 이르기까지 다양한 기능을 제공한다. 캠타시아의 가장 큰 장점은 전문적인 편집 소프트웨어보다 훨씬 직관적이고 간단하다는 점이다. 녹화된 영상에 자막을 입히거나, 전환 효과를 주거나, 사용자 클릭을 강조하거나, 배경 음악을 삽입하는 등의 작업을 손쉽게 수행할 수 있다. Camtasia는 교육자들이 온라인 강의나 튜토리얼을 만들 때 널리 사용되며, 기업에서는 제품 시연, 내부 교육, 온보딩(신입사원 교육) 등에 활용된다.

## 사용자 지원 및 커뮤니티
테크스미스는 단지 소프트웨어만 제공하는 회사가 아니라, 사용자 교육과 커뮤니티 지원 측면에서도 매우 활발하게 활동하고 있다. 공식 웹사이트와 유튜브 채널을 통해 광범위한 튜토리얼, 웨비나, 팁 영상, 템플릿을 제공하며, 정기적으로 사용자 피드백을 받아 제품 개선에 반영한다. 이러한 접근 방식은 TechSmith가 단순한 도구 제공자를 넘어 사용자와 함께 성장하는 파트너로 인식되도록 만든다.

## 기업 문화
테크스미스는 ‘직원 중심 문화(employee-centered culture)’로도 잘 알려져 있다. 유연한 근무제도와 창의적인 업무환경을 장려하며, 직원들의 업무 몰입과 혁신 능력을 높이기 위한 다양한 복지정책을 운영해왔다. 사내 개발자 컨퍼런스, 교육비 지원, 장기근속 보상제도 등은 회사의 조직문화를 대표하는 요소다.

## 교육기술 분야 진출
시간이 흐르면서 테크스미스는 교육기술(EdTech) 영역에서의 입지도 강화했다. 특히 Knowmia와 같은 제품을 통해 교사와 학생 간의 쌍방향 비디오 기반 피드백 시스템을 개발하고, 온라인 수업 시대에 적합한 솔루션을 제공하고자 했다. 이는 COVID-19 팬데믹 이후 급속히 확대된 비대면 교육 환경에 적절히 대응하면서 수많은 학교와 교육기관의 요구에 부응하는 결과를 낳았다. Knowmia는 이후 Camtasia와의 통합 방향으로 정리되었으며, 핵심 기술은 여전히 유지되고 있다.

## 기술 혁신 및 인공지능 통합
테크스미스는 최근 인공지능(AI) 및 머신러닝 기반의 기능도 도입하고 있다. 예를 들어 자동 자막 생성, 음성 텍스트 변환, 장면 전환 감지, 노이즈 제거, 스마트 영상 분할 등의 기능은 영상 편집의 효율성과 정확성을 크게 향상시키는 역할을 한다. 나아가 클라우드 환경과의 통합, 협업 기능의 확장, 다양한 포맷과 플랫폼 간의 공유 유연성 등도 TechSmith가 차세대 디지털 커뮤니케이션 생태계에 대응하고 있음을 보여주는 요소이다.

## 글로벌 시장 및 고객
테크스미스의 제품은 전 세계 수백만 명의 사용자를 대상으로 190개국 이상에서 사용되고 있으며, 영어 외에도 다양한 언어로 로컬라이징 되어 공급되고 있다. 기업 고객으로는 교육기관 외에도 마이크로소프트, 인텔, IBM, GE, 시스코 등 글로벌 대기업이 포함되어 있으며, 그 외에도 수많은 중소기업과 비영리기관, 공공기관들이 테크스미스의 솔루션을 활용하고 있다.